# ام کلثوم (خواننده)
فاطمه البلتاجی با نام هنری اُمّ کُلثوم (حدود ۳۱ دسامبر ۱۸۹۸ – ۳ فوریهٔ ۱۹۷۵) خوانندهٔ اهل مصر و از محبوب‌ترین خوانندگان زن در جهان عرب بود. آلبوم‌های موسیقی او هنوز جزو پرفروش‌ترین‌ها هستند. او در میان عرب‌ها به لقب «ستارهٔ خاور» و «بانوی آواز عرب» شهرت یافته است.
ام کلثوم به دلیل آواز و سبک منحصربه‌فردش شناخته شده بود. بیش از هشتاد میلیون نسخه از ترانه‌های‌های ضبط‌شدهٔ او در جهان فروش رفته است که وی را بین خوانندگان خاورمیانه متمایز می‌کند. ام‌کلثوم یک نماد ملی برای مصر به‌شمار می‌رفت، چنانچه این خواننده را «صدای مصر» و «هرم چهارم مصر» لقب دادند.

## زندگی شخصی

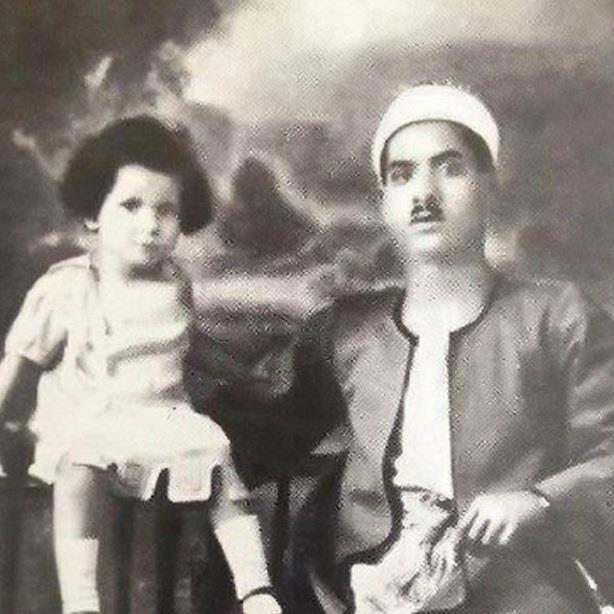
ام کلثوم در کودکی به همراه پدرش

ام کلثوم در خانواده‌ای مذهبی زاده شد. پدرش، ابراهیم البلتاجی، امام و مؤذن روستای محل تولدش و مادرش، فاطمه الملیجی، نیز خانه‌دار بود. وی در روستای طمای الزهایره از توابع شهر سنبلاوین واقع در استان دقهلیه در نزدیکی دلتای نیل زاده شد. تاریخ تولد دقیق وی به علت اینکه در آن زمان به‌طور سراسری تولد ثبت نمی‌شد، مشخص نیست اما برخی منابع ادعا می‌کنند وی در ۳۱ دسامبر ۱۸۹۸، ۳۱ دسامبر ۱۹۰۴ یا ۴ می ۱۹۰۴ زاده شده است.
ام کلثوم با گوش دادن به آموزش آواز توسط پدرش به برادر بزرگش، خالد، آواز خواندن را فراگرفت. وی از همان سال‌های جوانی استعدادی شگرف در خوانندگی از خود نشان داد و همچنین تلاوت قرآن را از پدرش آموخت و بنا به برخی روایات، تمام آن را از برکرد.
در ۱۲ سالگی‌اش با توجه به توانایی او پدرش به وی پیشنهاد کرد که به گروه خانوادگی‌شان بپیوندد و از آن پس به‌عنوان خوانندهٔ پشتیبان تنها آنچه بقیه می‌خواندند را تکرار می‌کرد. او به توصیهٔ پدرش در مراسم‌ها به شکل پسرهای بادیه‌نشین لباس می‌پوشید تا از حساسیت به خواندن یک دختر جلوگیری کند.
در ۱۶ سالگی‌اش مورد توجه ابوالعلاء محمد که از مشهورترین خوانندگان وقت بود قرار گرفت و وی به ام کلثوم رپرتوارهای عربی کلاسیک را آموخت. چند سال بعد، عودنواز مشهور زکریا احمد را ملاقات کرد که او را به قاهره دعوت کرد.
ام کلثوم در سال‌های ابتدایی دههٔ ۲۰ میلادی چندین بار از قاهره دیدن کرده بود، اما اقامت همیشگی خود در آن شهر را تا ۱۹۲۳ به تعویق انداخت.
او چندین بار به مناسبت‌های مختلف به خانهٔ امین المهدی که به او اصول اولیهٔ موسیقی و عودنوازی را آموخت دعوت شد. وی همچنین دوستی نزدیک با دختر امین، روحی المهدی، داشت چنانچه به نزدیک‌ترین دوستش تبدیل شد تا آن‌جا که علیرغم میلش به عدم حضور در مجامع عمومی جز در صحنه، در مراسم عروسی دختر روحی شرکت کرد.
در سال‌های اولیه فعالیتش با دو رقیب جدی یعنی منیره المهدیه و فتحیه الاحمد که صداهایی شبیه داشتند روبه‌رو شد. دوست المهدی، که به‌عنوان ویراستار در المصر کار می‌کرد، چندین بار به ام کلثوم پیشنهاد کرد که باید با یکی از مهمانانی که مکرراً به دیدار خانواده‌اش می‌رفت ازدواج کند، تا جایی که پدرش تصمیم گرفت به همراه خانواده‌اش به روستایی که از آن آمدند برگردد. پدر وی تنها با اصرار و دلایل قانع‌کنندهٔ المهدی از تصمیمش بازگشت. به دنبال این قضایا ام کلثوم بیانیه‌ای عمومی مبنی بر اینکه دیگر هیچ دیداری در خانه‌اش را نمی‌پذیرد، منتشر کرد.
در سال ۱۹۲۳ با اودئون ریکوردز قراردادی بست که به ازای هر ضبط در سال ۱۹۲۶، از تمام هنرمندان مصری مبلغ بیشتری به او می‌پرداخت.

## زندگی حرفه‌ای
امین المهدی از حضور او در محافل فرهنگی قاهره استقبال می‌کرد. در ۱۹۲۴، با احمد رامی، شاعر مشهور مصری که بعدها ۱۳۷ ترانه برای او نوشت، آشنا شد. احمد رامی، ام کلثوم را با ادبیات فرانسه آشنا کرد و همو بود که ادبیات عربی و نقد ادبی را به او آموخت. در سال ۱۹۲۶ او اودئون ریکوردز را ترک کرد و قراردادی با گرامافون ریکوردز که دو برابر به علاوهٔ ۱۰۰۰۰ دلار سالیانه به او می‌پرداخت، بست. ام کلثوم دقت زیادی داشت تا وجه عمومیش حفظ شود و همین به جذابیت او بین مردم می‌افزود. وی همچنین با محمد القصبجی، عودنواز و آهنگساز مشهور آشنا شد که او را به کاخ تئاتر عربی معرفی کرد و همان‌جا بود که نخستین موفقیت جدی عمومی خود را کسب کرد. از جمله موسیقی‌دان‌های دیگری که روی او تأثیر داشتند، می‌توان به داود حسنی و ابوالعلاء محمد اشاره کرد. ابوالعلاء به او کنترل صدا و انواعی از تواشیح را آموزش داد.
در سال ۱۹۳۲ شهرت او به‌عنوان خواننده از طریق فروش ضبط‌هایش افزایش یافت، چنانچه تور بزرگی را در خاورمیانه و شمال آفریقا آغاز و در شهرهای مهمی چون دمشق، بغداد، بیروت، رباط، تونس و طرابلس برنامه اجرا کرد.

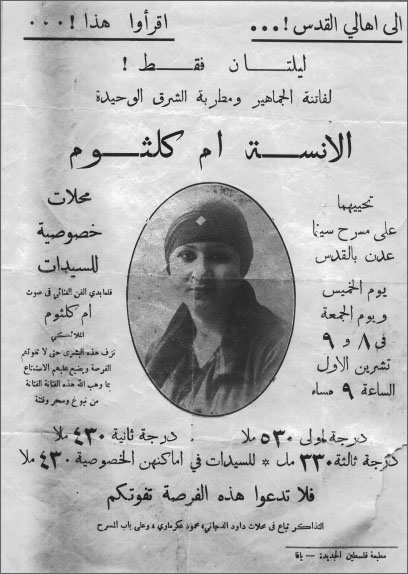
آگهی تبلیغ کنسرت ام کلثوم در اورشلیم، فلسطین تحت قیومیت بریتانیا، ۱ ژانویه ۱۹۳۰

در سال ۱۹۳۴ او برای افتتاح رادیو قاهره برنامه خواند. از آن پس او به مدت ۴۰ سال در هر پنجشنبه اول ماه کنسرت برگزار می‌کرد. گفته می‌شود شهرت روزافزون او چنان بالا گرفت که خاندان سلطنتی مصر از او برای شرکت در محافل خصوصی دعوت کرده و خود در کنسرت‌های او شرکت می‌کردند.
در ۱۹۴۴ فاروق اول، پادشاه وقت مصر به او بالاترین نشان فضیلت یعنی نشان کمال را داد، نشانی که تنها به خانواده سلطنتی و سیاستمداران تعلق می‌گرفت.
علی‌رغم این جایزه، خاندان سلطنتی قاطعانه با ازدواج او با عموی شاه مخالفت می‌کردند و این موضوع غرور او را جریحه‌دار کرد. همین اتفاق عاملی بود که به درخواست لژیون مصر مبنی بر خواندن یک ترانهٔ خاص در هنگامهٔ محاصرهٔ الفالوجة توسط اسرائیلی‌ها طی نخستین جنگ اعراب و اسرائیل پاسخ مثبت بدهد. در طی همین محاصره افرادی مانند جمال عبدالناصر که در انقلاب بدون خونریزی علیه خاندان سلطنتی مصر شرکت کردند، حضور داشتند.
در پی انقلاب، به دلیل آنکه او برای خاندان سلطنتی خوانده بود، انجمن موسیقی‌دانان مصر عضویت او را ملغی کردند، هنگامی که قضیهٔ ممنوعیت اجرای ترانه‌های او در رادیو به گوش جمال عبدالناصر رسید، او گفت: آیا آن‌ها دیوانه شده‌اند؟ می‌خواهند مصر علیه ما بشود؟ و پس از آن مجدداً برنامه‌های ام‌کلثوم در رادیو پخش شدند.
برخی ادعا می‌کنند که عبدالناصر از شهرت ام‌کلثوم برای پیش‌برد اهداف سیاسی‌اش بهره می‌برده. به‌طور مثال سخنرانی‌های وی و سایر پیام‌های دولتی به‌طور مکرر پس از اجرای ام‌کلثوم پخش می‌شدند. همچنین ام‌کلثوم نیز ترانه‌های زیادی چون بعد صبر المطال و سیدالرییس در مدح جمال عبدالناصر می‌خواند.
یکی از ترانه‌های ملی‌گرایانهٔ وی به نام والله زمان یا سلاحی که طی جنگ کانال سوئز آن را خواند، بعدها به عنوان سرود ملی جمهوری متحد عربی و پس از آن تا سال ۱۹۷۹ در مصر برگزیده شد، تا آنکه انور سادات طی صلح با اسرائیل آن را تغییر داد.
ام‌کلثوم همچنین به دلیل کوشش‌های مستمر خود در حمایت از تلاش‌های جنگی کشورش در مقابل اسرائیل مشهور بود. او در طی بیش از نیم قرن فعالیت هنری‌اش دست‌کم یک کنسرت در ماه داشت و مشهور است کنسرت‌های او حتی شلوغ‌ترین شهرها را هم خلوت می‌کرد، چراکه مردم برای شنیدن کنسرتش به خانه‌هایشان هجوم می‌بردند.
ترانه‌های وی عموماً به موضوعاتی چون عشق، اشتیاق و از دست دادن می‌پردازند. به‌طور معمول کنسرت‌های او شامل دو یا سه آهنگ که طی سه تا چهار ساعت اجرا می‌شدند، می‌شود.
علاوه بر این از او ترانه‌های مذهبی چون ولد الهدی و نهج البرده در ستایش محمد هم بر جای مانده.
به زبان دیگر می‌توان این اجراها را یادآور ساختار اپرای غرب دانست که شامل قسمت‌های طولانی آوازی است که به‌وسیله بخش‌های کوتاه ارکسترنوازی به هم متصل شده‌اند، با این حال وی تحت تأثیر اپرا نبود و سبکی متفاوت را دنبال می‌کرد.
در طول دهه ۳۰ میلادی او سبکی مخصوص به خود را در پیش گرفت. ترانه‌های مطبوع، صدای توانمند و تازه آموزش‌دیده و همچنین با سبک موسیقی عاشقانه و جدید، توده‌های مختلف مردم مصر را تغذیه می‌کرد. او به‌طور گسترده با شاعر معروف احمد رامی و آهنگساز محبوب محمد القصبجی که ترانه‌هایش شامل سازهای اروپایی چون ویولن‌سل و کنترباس بود، همکاری می‌کرد.
ام‌کلثوم در سال ۱۹۳۶ در نخستین فیلمش به نام وداد بازی کرد. او در پنج فیلم دیگر نیز ایفای نقش کرد که چهارتا از آن‌ها ساختهٔ احمد بدرخان بودند. شناخته‌شده‌ترین فیلم‌های وی سلامه و فاطما هستند.

## دوران طلایی

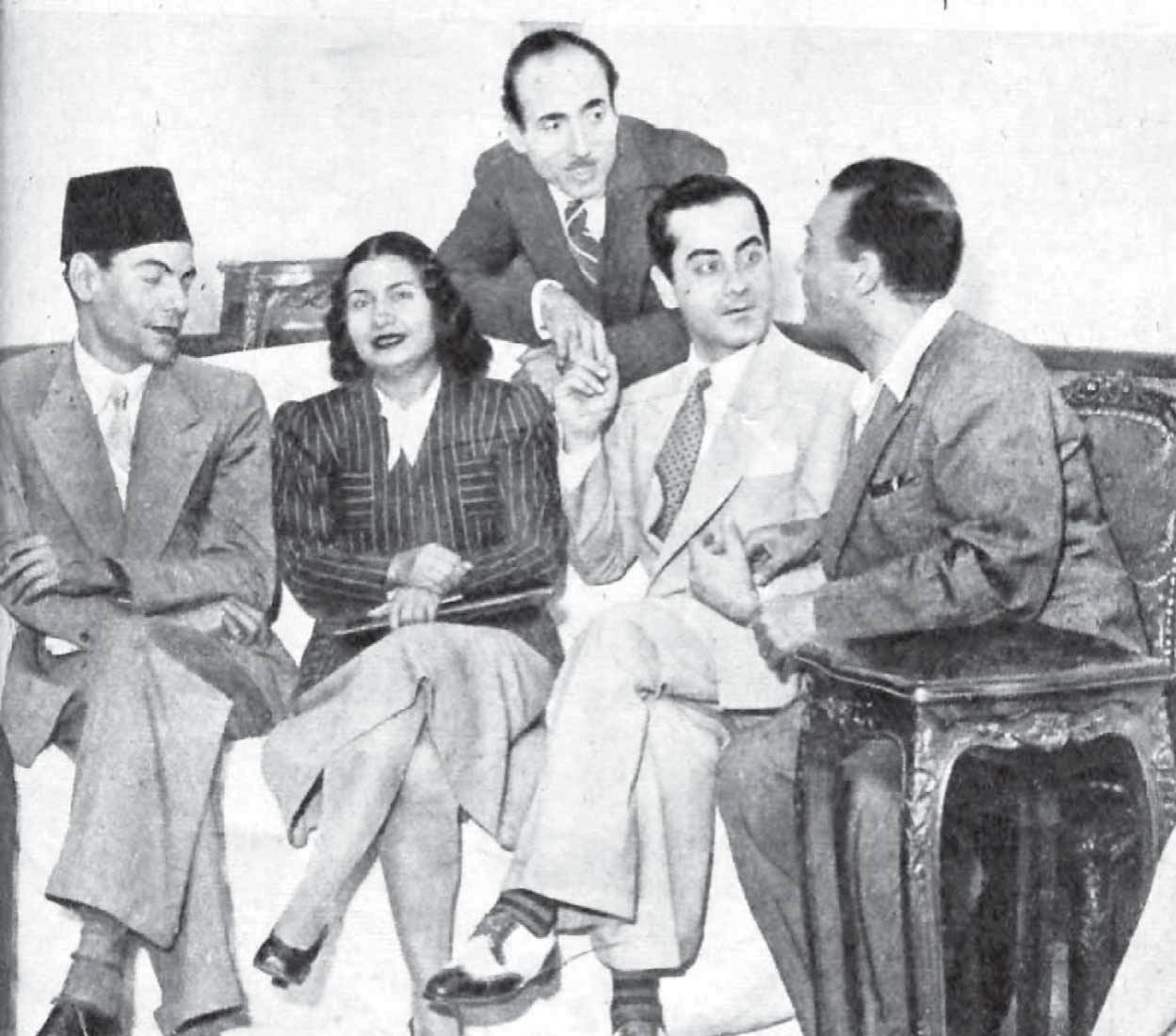
ام کلثوم به همراه برخی از نام‌آوران مصری در موسیقی عربی کلاسیک. از چپ: ریاض سنباطی، محمد القصبجی (ایستاده)، فرید الاطرش و زکریا احمد.

سمت و سوی ترانه‌های ام کلثوم در دههٔ ۴۰ میلادی و ابتدای ۵۰ میلادی و همچنین شیوهٔ اجرای پختهٔ او سبب شد، که از این دوران به عنوان عصر طلایی ام کلثوم یاد شود.
با توجه به تغییر سلیقه و انتظارهای مردم و همچنین گرایش‌های جدید هنری خود در اوایل دههٔ چهل میلادی، او ترانه‌هایی از آهنگساز زکریا احمد و بیرم التونسی که شعرهایی محاوره‌ای که با استفاده از عناصر بومی مصر می‌سرود، می‌خواند.
این گرایش‌های جدید وی، نشان از آن داشت که وی خواندن ترانه‌های مدرن عاشقانه در دههٔ ۳۰ را کنار گذاشته بود، چنانچه آخرین همکاری ام کلثوم با قصبجی که این جریان را عمدتاً خودش رهبری می‌کرد در سال ۱۹۴۱ و ترانه‌ای به نام رق الحبیب بود که اتفاقاً از محبوب‌ترین، پیچیده‌ترین و با کیفیت‌ترین ترانه‌های ام کلثوم شد. دلایل دیگر این جدایی چندان روشن نیست. گمانه زنی می‌شود که این قطع همکاری تا حدی به دلیل شکست فیلم آیدا بود، که در آن ام کلثوم بیشتر کارهای قصبجی از جمله اولین قسمت اپرای آن را خواند. همچنبن قصبجی تا ۱۹۴۴ و زمان مرگ اسمهان الاطرش، خوانندهٔ سوری که به مصر مهاجرت کرده بود و رقیب جدی ام کلثوم به‌شمار می‌رفت، ترانه‌های زیادی را برایش نوشت.
در آن زمان همچنین ام کلثوم همکاریش را با آهنگساز جوان‌تر یعنی ریاض سنباطی که چند سال قبل به تیم هنری او پیوسته بود را به‌طور قابل توجهی افزایش داد.
سنباطی خود در سال‌های اولیه فعالیتش تحت تأثیر قصبجی بود و ترانه‌هایش عمدتاً غنایی بودند که بیشتر مورد پسند طرفداران سیده قرار گرفتند. نتیجهٔ همکاری با شعر و ترانهٔ رامی و سنباطی و همچنین تونسی و احمد، خلق آثاری شد که جذابیتی ماندگار برای مردم مصر داشت. ام کلثوم برخلاف انتظار همگان، در سال ۱۹۴۶ یک شعر مذهبی در سبک عربی کلاسیک را خواند. ترانهٔ از قلب من بپرس با شعر احمد شوقی و آهنگ سنباطی، موفقیتی ناگهانی را برای او به ارمغان آورد و بار دیگر او را به سال‌های نخست خوانندگی‌اش نزدیک کرد.
اشعار مشابه و زیاد دیگری با شعر شوقی و آهنگ سنباطی خواند، از جمله ولد الهدی که در ستایش محمد بن عبدالله در ۱۹۴۹ آن را خواند. در اوج دوران حرفه‌ای ام کلثوم در ۱۹۵۰، او رباعیات خیام را که توسط احمد رامی برگردانده شده و سنباطی آهنگسازی‌اش را کرده بود خواند. رامی این کار را نقطهٔ کمال خود می‌دانست. این رباعی‌ها به حماسه و فداکاری می‌پرداختند. ابراهیم ناجی یکی از اشعارش به نام الاطلال (ویرانه‌ها) را برای ام کلثوم مقداری اصلاح کرد و با آهنگسازی سنباطی، سیده در سال ۱۹۶۶ آن را خواند. این ترانه نقطهٔ اوج ام کلثوم تلقی می‌شود.
از آنجا که با افزایش سن، توانایی‌های آوازی او کاهش یافته بود، می‌توان این آهنگ را آخرین نمونهٔ موسیقی عربی کلاسیک دانست، در زمانی که حتی خود ام کلثوم، خواندن قطعاتی تحت تأثیر موسیقی غربی که توسط محمد عبدالوهاب ساخته شد، شروع کرده بود.
مدت زمانِ اجرای آهنگ‌های ام کلثوم ثابت نبود، چرا که به درخواست تماشاگران و شنوندگان، گاه بعضی قسمت‌ها را چندین مرتبه تکرار می‌کرد به طوری که طی ۵ ساعت کنسرت تنها ۳ آهنگ می‌خواند.به‌طور مثال اجرای زندهٔ یکی از ترانه‌هایش به نام یا ظلمنی از ۴۵ تا ۹۰ دقیقه اجرایش طول می‌کشید. این قضیه رابطهٔ همیشگی و پویای بین خواننده و طرفدارانش را نشان می‌داد.
یکی از تکنیک‌های مورد استفاده‌اش، بداهه‌خوانی بود که در موسیقی قدیمی عربی کلاسیک بسیار کاربرد داشت بود، هرچند که با افزایش سن و غربی‌تر شدن موسیقی‌ها این تکنیک را کمتر و کمتر استفاده می‌کرد. در این تکنیک، خواننده به دفعات یک خط یا بخش را به دفعات با توجه به احساسات و متن و شدت بخشیدن به بخش‌های احساسی اجرا می‌کرد تا آنجا که تماشاگران و شنوندگان را به وجد می‌آورد، که در موسیقی عربی به آن طرب می‌گویند. کنسرت‌های او از همواره از پنجشنبه ساعت ۹:۳۰ شب تا ساعات اولیهٔ جمعه پخش می‌شدند.خلاقیت خودجوش و بداهه ام کلثوم به عنوان یک خواننده وقتی چشمگیر تر می‌شود که با شنیدن چند اجرای کاملاً متفاوت از یک آهنگ در یک بازهٔ ۵ ساله، تجربه‌ای متفاوت و منحصربه فرد را به شنونده می‌دهد. این رابطهٔ قوی و منحصربه فرد برای هر شنونده، از دلایل موفقیت ام کلثوم به عنوان هنرمند به‌شمار می‌رود.

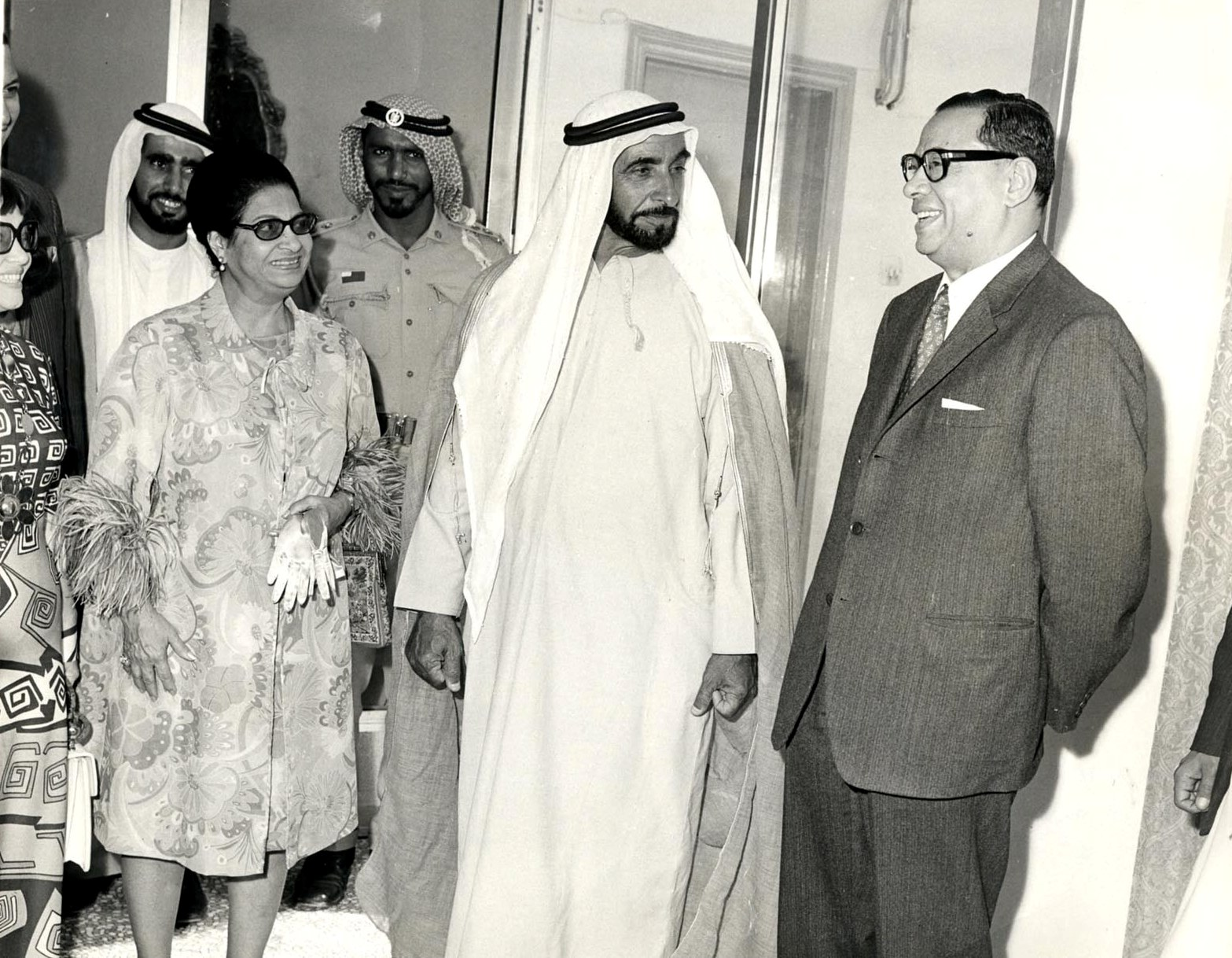
ام کلثوم و زاید بن سلطان آل نهیان در ابوظبی، ۱۹۷۱

در حدود سال ۱۹۶۵ او همکاریش با محمد عبدالوهاب را آغاز کرد که نخستین ترانه‌ای که برای سیده ساخت، انت عمری (تو عمر من هستی) نام داشت. ترانه‌های او در ۱۹۶۷ و پس از شکست مصر در جنگ ۶ روزه، بیش از پیش دارای حالت درون‌گرایانه و واکاوی روح و احساسات افراد، شدند چنانچه هنگام خواندن آهنگ شکوه که لحنی تأملی داشت، بسیاری از ژنرال‌های مصری حاضر در کنسرت اشک می‌ریختند.
به دنبال تأسیس امارات متحده عربی در سال ۱۹۷۱ با دعوت زاید بن سلطان آل نهیان، نخستین حاکم این کشور، چندین کنسرت برای نکوداشت این رویداد، اجرا کرد.
ام کلثوم همچنین در این دوران با آهنگسازان دیگری چون محمد الموجی، سید مکاوی و بلیغ حمدی همکاری داشت.

## صدا
صدای ام‌کلثوم در بین صداهای کنترآلتو طبقه‌بندی می‌شود. این صدا بم‌ترین صدای خوانندگان زن است.
او مشهور به بداهه‌خوانی بود چنانچه مشهور است که هیچ‌گاه دوبار یک خط را به یک شکل نمی‌خواند. ام‌کلثوم از پس از اقامت در قاهره تا ۱۹۲۷ شاگرد ابوالعلاء بود و وی همیشه توصیه می‌کرد که صدایش را با معنا و ملودی سنتی عربی سازگار کند.

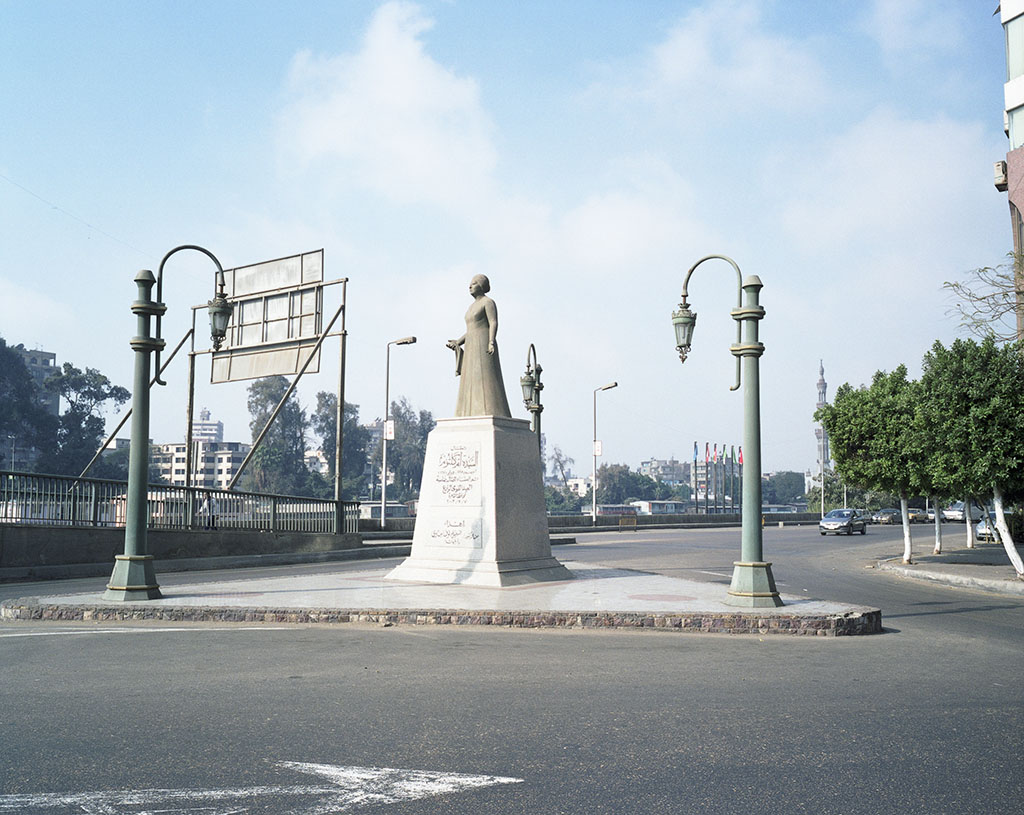
مجسمه ام کلثوم در زمالک، قاهره. این مسجمه در محل خانهٔ سابق وی است.

## از نگاه دیگران
ام کلثوم با آن صدای کنترآلتو، عینک آفتابی، دستمال های دست و بداهه خوانی های مشهور، محبوب‌ترین و پر آوازه‌ترین خواننده‌ی جهان عرب به‌شمار می‌آید. در کنار این ها ، برای همه‌ی کسانی که او را خوب میشناسند، نامی است بسیار فراتر از یک صدای پراحساس و قدرتمند و برای آن‌ها که فقط نام و صدایش را شنیده اند، زنی است با صدایی عجیب و غریب و شهرتی عجیب‌تر از صدایش. زلزله ای که موج تاثیراتش در بخش هایی از سرزمین موسیقی ایران در دهه‌های چهل و پنجاه و البته سراسر مرزهای جغرافیایی جهان احساس شد و طی سال ها، محبوبیت و شهرتی منحصر به‌فرد به نامش سنجاق کرد:
از محمدرضا شجریان گرفته تا سالوادور دالی، ژان پل سارتر، باب دیلن، ماری لافورت، ماریا کالاس، بونو وکس، فارین اولاوب، لد زپلین و ژان میشل ژار و بسیاری از امروزی ها، مثل بیانسه و رابرت پلنت(خواننده‌ی گروه لد زپلین)، همگی از طرف داران بانوی اول آواز عرب‌اند و ویرجینیا دنیلسون، که یکی از مهم‌ترین شناخت‌نامه ها را درباره‌ی ام کلثوم نوشته، او را در این چند جمله خلاصه می‌کند:«خواننده ای را تصور کنید با قدرت الا فیتزجرالد، شهرت النور روزولت و مخاطبان الویس پریسلی...بله ، او ام کلثوم است.خواننده ای که به نماد مصر و تمامی ممالک عربی تبدیل شد.»
عبدالباسط عبدالصمد در مصاحبه‌ای اینگونه پاسخ سوالات مصاحبه‌گر در مورد گوش دادن به ترانه ها و خوانندگان زن و مرد را داد:
بله، من ترانه های زیادی را گوش میدهم...من هر صدای زیبایی را گوش میدهم و صدای زیبا هم بسیار است. ام کلثوم ستاره شرق و غرب را بیش از همه گوش میدهم...از خواننده های مرد، استاد محمد عبدالوهاب.
محمدرضا شجریان نیز در یک مصاحبه گفت:
من به صدای ام کلثوم غبطه میخورم که اینقدر توانایی داشت در خواندن
او، در مصاحبه‌ای دیگر صدای ام کلثوم را آسمانی تلقی و بر علاقه خود به مصطفی اسماعیل و ام کلثوم تاکید کرد. او همچنین جایگاه ام کلثوم را برتر از فیروز عنوان نمود.
باب دیلن در گفتگو با یکی از مجلات معتبر بین المللی در پاسخ به پرسشی درباره‌ی موسیقی خاورمیانه می‌گوید:
وقتی اسم موسیقی خاورمیانه را می‌آورید بی‌شک به ام کلثوم فکر می‌کنم و نه هیچکس دیگر.این زن بی‌نظیر و فوق‌العاده است.
نجیب محفوظ نیز در برخی از آثارش اشاره‌ای به ام‌ کلثوم و تاثیر او در فرهنگ بومی مصر دارد. شاید بتوان این جمله را به‌عنوان تیتر از نقل‌قول های فراوان درباره‌ی ام کلثوم، برگزید:«او فقط یک خواننده نبود.»
عمر شریف راوی فیلمی مستند از زندگی ام کلثوم به نام "صدایی شبیه مصر" به کارگردانی مایکل گلدمن آمریکایی ساخته سال ۱۹۹۶ میگوید:«ام کلثوم هر روز در قلب ۱۲۰ میلیون نفر به دنیا می‌آید و روزهای شرقی بدون صدای او هیچ رنگ خاصی ندارند.»
مجله آمریکایی رولینگ استون در لیست منتشر شده سال ۲۰۲۳ خود، تحت عنوان "۲۰۰ نفر از برترین خوانندگان کل تاریخ"، نام ام کلثوم را در زمره این افراد قید کرد که با بازتاب رسانه های عرب زبان روبرو شد.

## ترانه‌های مشهور
لیست ۱۰ ترانه برتر أم کلثوم مربوط به دو سایت خارجی:
| ترانه           | تاریخ | آهنگساز        | شاعر              |
| الأول فی الغرام | ۱۹۴۴  | زکریا احمد     | بیرم التونسی      |
| سلوا قلبی       | ۱۹۴۶  | ریاض السنباطی  | احمد‌ شوقی         |
| النیل           | ۱۹۴۹  | ریاض السنباطی  | احمد شوقی         |
| أروح لمین       | ۱۹۵۸  | ریاض السنباطی  | عبدالمنعم السباعى |
| سیرة الحب       | ۱۹۶۴  | بلیغ حمدی      | مُرسی جمیل عزیز    |
| أنت عمری        | ۱۹۶۴  | محمد عبدالوهاب | احمد شفیق کامل    |
| أمل حیاتی       | ۱۹۶۵  | محمد عبدالوهاب | احمد شفیق کامل    |
| الأطلال         | ۱۹۶۶  | ریاض السنباطی  | ابراهیم ناجی      |
| ألف لیله و لیله | ۱۹۶۹  | بلیغ حمدی      | مرسی جمیل عزیز    |
| أراک عصی الدم   | ۱۹۶۵  | ریاض السنباطی  | ابوفراس حمدانی    |

## مرگ

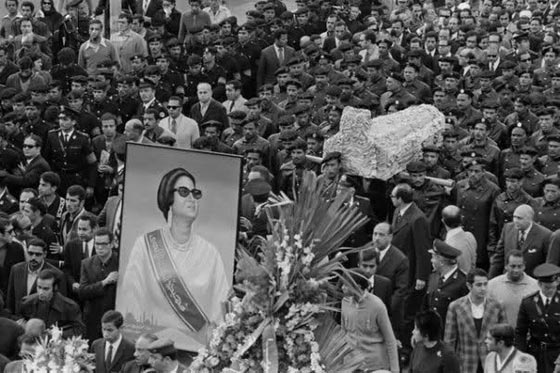
تشییع جنازهٔ امّ کلثوم در قاهره، ۱۹۷۵ م

نشانه‌های بیماری جسمی ام کلثوم که از اوایل دهه ۳۰ ظهور کرده بود؛ هر چند سال یکبار رو به وخامت می‌گذاشت. در اواخر تابستان ۱۹۳۷ او به شدت درگیر بیماری کبد و کیسه صفرا شد. پزشکان متخصص آن زمان توصیه کردند برای درمان بهتر به کشورهای سفر کند که دارای آب‌های معدنی باشند. در تابستان همان سال ام کلثوم یک ماه را در واشینگتن گذراند و پس از بهبودی به مصر بازگشت.
او دربارهٔ این روزها گفته است:(مجبور بودم به دلیل بیماری؛ رژیم غذایی سختی را رعایت کنم و خوردن خیلی از غذاها برایم ممنوع شده بود) این بیماری اما با وجود تمام رسیدگی‌های پزشکی هرگز کاملاً بهبود نیافت.
ام کلثوم نهایتاً در ۳ فوریه ۱۹۷۵ در سن ۷۶ سالگی بر اثر ورم کلیه درگذشت. مراسم تشییع جنازهٔ او با شرکت بیش از ۴ میلیون نفر از شلوغ‌ترین مراسم‌های تشییع جنازهٔ غیر سیاسی در جهان است.
وی در مقبرهٔ از پیش تعیین شده در گورستان امام شافعی به خاک سپرده شد.

## یادبود
ام کلثوم دارای یادبودهای زیادی در کشورهای عربی  است. این یادبودها شامل مجسمه و هتل او در زمالک  قاهره، موزه ام کلثوم در قاهره، کافه ها و خیابان های  متعدد بنام او در مصر،  اردن ، فلسطین،  عراق،  سوريه،  عربستان، عمان، مراکش و .. می باشد.
صدای ام کلثوم همچنان هر پنجشنبه اول ماه از رادیو  مصر پخش میشود.  این سنت از سال ۱۹۳۰ میلادی که او پخش رادیویی را آغاز کرد،  تاکنون ادامه دارد.
در سال ۲۰۱۱ محله ای عرب نشین در شرق اورشلیم  خیابانی برای ام کلثوم نامگذاری کردو سپس برنامه ریزی  هایی برای کاری مشابه در شهر رمله صورت گرفت. عضو  شورای شهر حیفا خبر از تجلیل ام کلثوم در این شهر  داد که با مخالفت هایی روبه رو شد (دلیل این مخالفت  ها به ترانه های میهن پرستانه ام کلثوم و حمایت از  کشورش در جریان جنگ اعراب و اسرائیل باز میگردد).  یکی از این مخالفان یائیر نتانیاهو فرزند بنیامین نتانیاهو  بود که آن را در توئیت خود «شرم آور و دیوانگی» خواند، علی رغم اینکه در سال ۲۰۱۳ دولت پدرش با  برگزاری جشنواره ای برای ام کلثوم موافقت کرده بود.
تعداد زیادی هولوگرام از ام کلثوم طراحی و اجرا شدند:
```
•هولوگرام هفت دقیقه در سال ۲۰۱۳ شهر قاهره
[
۵۵
]

•هولوگرامی به مناسبت فستیوال موسیقی تنتورا در سال  ۲۰۱۹ در شهر 
العلا
 عربستان
[
۵۶
]
[
۵۷
]

•هولوگرام ۲۰۱۹ شهر دبی
[
۵۸
]

•هولوگرام ۲۰۲۰ شهر قاهره
[
۵۹
]
[
۶۰
]

•هولوگرام ۲۰۲۴ شهر 
رباط
[
۶۱
]
[
۶۲
]

•هولوگرام ۱۸ ژوئن ۲۰۲۵ در اپرای دوبی
[
۶۳
]
 از چندین ترانه  مشهور او شامل : أنت عمرى
[
۶۴
]
،  سيرة الحب
[
۶۵
]
، ألف ليلة و  ليلة
[
۶۶
]
، لسه فاكر
[
۶۷
]
 و الأطلال
[
۶۸
]
```

همچنین وزارت فرهنگ مصر به مناسبت پنجاهمین سالگرد درگذشت او، سال ۲۰۲۵ را به عنوان "سال ام کلثوم" اعلام کرده و برنامه های مختلفی را در سراسر این کشور برگزار میکند.